# Zoltán Varga (futbolista)
|  | No s'ha de confondre amb Zoltán Varga. |

Zoltán Varga (hongarès: Varga Zoltán)  (Vál, 1 de gener de 1945 - Budapest, 9 d'abril de 2010) fou un futbolista hongarès de les dècades de 1960 i 1970.
Fou 12 cops internacional amb la selecció hongaresa amb la qual participà en la Copa del Món de Futbol de 1966. Guanyà la medalla d'or als Jocs Olímpics d'Estiu de 1964.
Pel que fa a clubs, defensà els colors de Ferencvárosi TC, Ajax Amsterdam, Borussia Dortmund i Hertha BSC.